# Релативистичко програмирање
Релативистичко програмирање (РП) је стил паралелног програмирања где уместо покушаја да избегне сукобе између читалаца и писаца (или писаца и писаца у неким случајевима) алгоритам је дизајниран да их толерише и добија тачне резултате без обзира на редослед догађаја. Такође, релативистички програмски алгоритми су дизајнирани да раде без присуства једног глобалног поретка догађаја. Можда постоје неки случајеви у којима једна нит види два догађаја у другачијем редоследу него друга нит (отуда и термин релативистичког јер у Ајнштајновој специјалној теорији релативности редослед догађаја није увек исти различитим гледаоцима).
Релативистичко програмирање даје предности у перформансама у односу на друге конкурентне парадигме јер не захтева да једна нит сачека другу приближну тако често. Због тога, облици њега (Читај-копирај-исправи за пример) се сада користе интензивно у Линук језгру (преко 9.000 пута од марта 2014 и израсла из ничега до 8% свих закључавања примитива за око десет година).